# Wistowice
Wistowice (ukr.  Вістовичі) – wieś na Ukrainie w rejonie samborskim obwodu lwowskiego.

## Historia
Pod koniec XIX w. wieś w powiecie samborskim.
W II Rzeczypospolitej wieś należała do powiatu rudeckiego w województwie lwowskim. W 1931 r. wieś liczyła 573 mieszkańców, w większości Polaków.
W kwietniu 1944 r. nacjonaliści ukraińscy z OUN-UPA zamordowali tutaj 12 Polaków.